# BM-21
BM-21 Grad (БМ-21 Град) je sovjetski samovozni večcevni raketni sistem kalibra 122 mm, ki je bil razvit v zgodnjih šestdesetih letih 20. stoletja in ga danes uporabljajo Kopenske sile Ruske federacije. BM je kratica, ki v ruščini pomeni Bojevaja Mašina (bojni stroj), grad pa v ruščini pomeni toča. Na zahodu je bil sistem sprva poznan pod kodnim imenom M1964.
Grad je danes najbolj razširjen raketni sistem na svetu, zaradi česar so ga v mnogih državah kopirali in izdelali svoje izpeljanke.

## Opis
Večcevni raketomet BM-21 122 mm je bil v enote Rdeče armade prvič dodeljen leta 1963, da bi zamenjal zastareli 140 mm sistem BM-14. Grad je sestavljen iz šasije tovornjaka Ural-375D 6x6, na katerega je nameščena izstrelitvena ploščad, na kateri je v eno enoto povezanih 40 izstrelitvenih cevi. Vozilo poganja vodno hlajeni bencinski motor V8 s 180 KM. Doseže hitrost 75 km/h, bojni radij na cesti pa je do 750 km. Vozilo lahko brede do globine 1,5 m. Prva izpeljanka sistema, skupaj s podpornimi enotami (oskrbovalni tovornjak 9T254 s 60 raketami) se imenuje 9K51. Leta 1976 so BM-21 začeli opremljati s podvozjem tovornjaka Ural-4320 6x6.
Posadka sistema šteje pet članov, ki lahko sistem za delovanje pripravijo v treh minutah. Rakete se lahko izstreljujejo le, ko so obrnjene stran od nezaščitene kabine, posadka pa jih izstreljuje iz kabine ali s pomočjo komandne plošče, ki je nameščena na 64 metrov dolg kabel. Rakete se lahko izstreljujejo posamično, v salvah z nekaj sekundnimi intervali ali vseh štirideset naenkrat. V zadnjem primeru sistem izstreli celoten raketomet v nekaj manj kot 20 sekundah. Po izstrelitvi se BM-21 lahko umakne v dveh minutah, ponovno polnjenje cevi pa poteka ročno in traja okoli 10 minut. 
2,87 metrska raketa, kalibra 122 mm se stabilizira s pomočjo vrtenja okoli lastne osi, za kar poskrbijo ožljebljene izstrelitvene cevi. Za dodatno stabilizacijo so na zadnjem delu posamezne rakete nameščena posebna zložljiva krilca, ki se razprejo takoj, ko raketa zapusti cev. Rakete z razpršljivimi visokoeksplozivnimi (HEAT), zažigalnimi in kemičnimi bojnimi glavami imajo doseg do 20 kilometrov, novejše visokoeksplozivne bojne glave in kasetne rakete, ki prenašajo protipehotne ali protitankovske mine pa imajo domet do 30 kilometrov. Teža bojne glave se giblje okoli 20 kilogramov, teža pa je odvisna od tipa.
Sistem je izjemno učinkovit zaradi relativne natančnosti in velike ognjene moči. Tudi velika hitrost izstreljevanja  v načinu salvnega ognja je pomemben razlog, da je ta sistem tako priljubljen po svetu. Bataljon, sestavljen iz 18 sistemov BM-21 lahko namreč v eni salvi na bojišče izstreli kar 720 raket in je zato primeren za artilerijsko pripravo terena, ni pa ta sistem primeren pri operacijah, ki zahtevajo natančen ogenj.
Sistem uporablja več kot 50 držav, kar uvršča ta sistem na sam vrh najbolj razširjenih večcevnih raketometov na svetu. 

## Izpeljanke

### Ruska Federacija
- BM-21 Grad: Originalna izvedba s 40-cevnim raketometom, nameščenim na tovornjak Ural-375D.
  - BM-21-1: Izpeljanka na podvozju tovornjaka Ural-43201 5t z dizelskim motorjem KamAZ-740 (210 KM).
  - 2B17 ali BM-21-1: Najsodobnejša izpeljanka, predstavljena leta 2003. Izdelalo jo je podjetje OAO „Motovikilinskije“ iz mesta Perm. Sistem je opremljen s satelitskim navigacijskim sistemom NAP SNS, avtomatskim nadzorom ognja ASUNO, izstreljuje pa lahko rakete z dosegom 40 km. Sistem je izdelan na podvozju tovornjaka Ural-43201.
- 9P138 Grad-1: Lažja, 36-cevna izpeljanka na podvozju ZIL-131 6x6. Sistem in podporne enote (rakete, transporter 9T450 in oskrbovalni tovornjak 9F380) je znan pod imenom kompleks 9K55. 9P138 lahko izstreljuje samo rakete krajšega dosega (15 km). Na zahodu je bil poznan pod kodnimi imeni BM-21b ali M1976.
- BM-21V Grad-V (vozdušnodesantij -  'zračno-desantni') (NATO oznaka M1975): Sistem izdelan leta 1969 za zračne enote. Podvozje je tovornjak GAZ-66B 4x4, raketomet pa je 12-cevni 122 mm raketni sistem. Vozilo je dovolj trdno, da prenese tudi odmetavanje iz letal, streha kabine in nekateri drugi deli vozila pa so snemljivi in zložljivi, da se zmanjša prostor pri transportu. Podobno kot BM-21, ima tudi BM-21V stabilizatorje na zadnjem delu vozila, ki služijo za poravnavo vozila med izstreljevanjem raket. Vozilo ima tovarniško oznako 9P125.
- 9А51 Prima: 50-cevni raketomet nameščen na šasijo 5-tonskega tovornjaka Ural-4320. Vozilo z opremo za nadzor ognja, vozilom za oskrbovanje TZM 9T232M in novo raketo 9M53F se označuje s skupnim imenom kompleks 9K59. Izdelanih je bilo manjše število kompleksov.
- 9K132 Grad-P: Enostrelni prenosni sistem za večkratno uporabo. Raketa, kalibra 122 mm se v zraku stabilizira s pomočjo krilc, opremljena pa je lahko s katero koli bojno glavo iz sistema BM-21. Orožje je izjemno priljubljeno med paravojaškimi in gverilskimi enotami. V ruski vojski ni pogosto.
- BM-21PD Damba (protivodiversionnji): 40-cevni lanser, nameščen na podvozje tovornjaka Ural-375D ali 43201. Razvit za potrebe obrambe pomorskih baz pred podvodnimi vdori. Izstreljuje posebne rakete PRS-60 (protivodiversionnji reaktivnji snarjad). Sistem, skupaj z oskrbovalnim vozilom se imenuje kompleks DP-62 Damba.
- A-215 Grad-M - 22-cevna pomorska različica. V uporabo je prišla leta 1978.

Prilagajanje in posodabljanje sistema so in ga še izvajajo različne države po svetu. Med najpomembnejše izpeljanke spadajo izdelki Kitajske, Češkoslovaške, Egipta, Irana, Severne Koreje, Poljske in Romunije.

### Belorusija
- BM-21A BelGrad: Izboljšana različica, postavljena na podvozje tovornjaka MAZ-631705 6x6 s 425 KM dizelskim motorjem TMZ-8424. Med kabino in lanserjem je prostor za dodatnih 40 raket. Sistem je bil v preizkušanju od leta 1997, v uporabo pa je prišel nekaj let kasneje.

### Ukrajina
- BM-21M Grad-U: Ukrajina je bencinski tovornjak Ural-375 zamenjala z dizelskim KrAZ-6322-121. Nekateri sistemi imajo daljše podvozje, na katerem prevažajo dodatnih 40 raket.

### Ljudska republika Kitajska
- Tip 81 SPRL: Kitajska izdeluje Tip 81, ki ga je kopirala od zajetih sovjetskih sistemov BM-21, do katerih je prišla v Kitajsko-Vietnamski vojni leta 1979. Kitajski sistem je prišel v uporabo leta 1982. Sistem je originalu nadvse podoben, 40-cevni lanser pa je nameščen na podvozje tovornjaka Yan'an SX2150  6x6, ki pa, za razliko od originala, ima oklepljeno kabino.
- Tip 83 SPRL: 24-cevna različica na podvozju tovornjaka Dong Feng. Cevi so postavljene v tri vrste po 8, vozilo pa ima skupno bojno maso 8.700 kg, lahko pa se ga uporabi tudi kot minopolagalec v sistemu Tip 84. Trenutno se za ta sistem razvijajo nove rakete z dosegom med 30 in 40 km.
- Tip 89 TSPRL: 40-cevni lanser BM-21 ali Tip 81, nameščen na podvozje goseničarja z dizelskim motorjem moči 520 KM. Isto podvozje se uporablja tudi za samovozno havbico Tip 83 kalibra 152 mm (PLZ83), tankovskega lovca Tip 89, s topom kalibra 120 mm (PTZ89) in nekaj drugih specializiranih vozil. Sistem ima bojno maso 29,9 tone in nosi 40 dodatnih raket. Trenutna tovarniška oznaka sistema je PHZ89.
- Tip 90 SPRL: NORINCO je Tip 90 opremil z avtomatskim sistemom nadzora ognja in izbire ciljev ter avtomatskim polnilcem. 40-cevni lanser je nameščen na podvozje Tiema SC2030 6x6, sistem sam pa je na videz zelo podoben jugoslovanskemu večcevnemu raketometu M-77 Oganj. Bataljon Tipa 90 je sestavljen iz treh baterij s po šestimi sistemi, šestimi oskrbovalnimi tovornjaki Tiema XC2200 z 80 raketami in poveljniškim vozilom DongFeng EQ-245 6x6.
  - Tip 90A: Posodobljena verzija, na podvozju tovornjaka Tiema XC2200 6x6, opremljena s sodobnim sistemom za nadzor ognja z GPS navigacijo. Iz poveljniškega vozila se za večji učinek lahko nadzira ogenj več sistemov naenkrat.
  - Tip 90B: Zadnja verzija, opremljena z digitalnimi nadzornimi sistemi. Vlečno vozilo je izdelano na podvozju tovornjaka Beifang Benchi 2629 6x6 (kopija tovornjaka Mercedes-Benz) in ima podaljšano kabino. V sklopu sistema so tudi tri izvidniška oklepna vozila, WZ551.

### Bivša Češkoslovaška
- RM-70 (raketomet vzor 1970): Leta 1972 je Češkoslovaška izdelala svojo izpeljanko sistema BM-21, imenovano RM-70. Lanser je sestavljen iz 40 cevi, zloženih v 4 vrste s po 10 cevmi, nameščen pa je na podvozje 10-tonskega tovornjaka Tatra 813 8x8. Za razliko od BM-21 ima RM-70 oklepljeno vozniško kabino in prostor za dodatnih 40 raket na vozilu.
  - RM-70/85: Posodobljena verzija RM-70 na neoklepljenem tovornjaku  Tatra 815.

### Poljska
- WR-40 Langusta (Jastog) (wyrzutnia rakietowa): odobna poljska različica sistema BM-21 z novim sistemom za nadzor ognja. Sistem za nadzor ognja zdaj sestavlja balistični računalnik BFC201 in navigacijski sistem Sigma 30. Prirejen lanser je montiran na podvozje tovornjaka Jelcz P662D.35G-27 6x6 (izdeluje ga podjetje Jelcz-Komponenty Arhivirano 2007-04-03 na Wayback Machine.). Prvi sistem je prišel v uporabo 20. marca 2007.

Okoli polovice od 227 poljskih sistemov BM-21 bo predelanih v sistem WR-40. Za sistem so razvili tudi nove rakete. Raketa Fenix z razpršilno-visokoeksplozivno bojno glavo ima doseg okoli 42 kilometrov, rakete s kasetnimi bojnimi glavami pa imajo doseg okoli 32 kilometrov. Za prihodnost se predvideva razvoj kompleksa poljskega večcevnega raketometa, ki bo izdelan na podvozju tovornjaka Jelcz P662.D.35 z lažje oklepljeno kabino.

### Egipt
- RL-21 - Kopija sistema BM-11
- RC-21 - Kopija sistema BM-21 in na prvi pogled podobna sistemu Hadid HM20.

Poleg tega egipčani izdelujejo tudi prenosne sisteme z eno, tremi, štirimi ali osmimi cevmi. 
Egipt se je v večji meri posvetil razvoju in izdelavi novih raket za sistem BM-21. Tako danes izdelujejo rakete Sakr-36 in Sakr-18, ki imajo domet 36, oziroma 18 kilometrov. V raketah so klasične HEAT glave nadomestili s 23 kilogramsko kasetno bojno glavo, ki je izjemno učinkovita proti lahko oklepljenim vozilom in živi sili.

### Severna Koreja
- BM-11: Severno korejska različica s 30-cevnim lanserjem. Cevi so postavljene v dveh sklopih po 15 cevi, vse rakete pa lahko izstreli v petnajstih sekundah. Sistem je izdelan na podvozjih japonskega Isuzuja.
- MRL 122mm M1977: Ameriško DIA kodno ime za sistem, ki je najverjetneje neposredna kopija sistema BM-21 Grad.
- MRL 122mm M1985: Sodobnejša izpeljanka, izdelana na podvozju tovornjaka Isuzu 6x6, verjetno opremljena s 40-cevnim lanserjem in rezervnimi 40 raketami, nameščenimi med kabino in lanserjem.

### Iran
D.I.O. iz Irana izdeluje kopije sistemov BM-11 in BM-21, ki lahko izstreljujejo tako originalne sovjetske rakete, kot rakete Arash domače proizvodnje. Slednje imajo domet 20,5 km, obstajajo pa tudi rakete domače izdelave z dometom 26 km.
- HM20 - Iranska kopija sistema BM-21, postavljena na podvozje tovornjaka Mercedes-Benz 2624 6x6. Lanser je sestavljen iz dveh delov s po 20 cevmi. Po nekaterih virih naj bi obstajala tudi različica s samopolnilnim sistemom.
- HM23 - Lažja, 16-cevna izpeljanka z dvema vrstama po 8 cevi.
- HMxx - Iranska kopija 30-cevnega BM-11, izdelana na podvozju tovornjaka Mercedes-Benz LA 911B 4x4. Nekatera vozila imajo nameščeno tudi manjše hidravlično dvigalo.

### Pakistan
- KRL 122 - Raziskovalni laboratorij Dr Khana iz Pakistana je na osnovi BM-21 razvil podoben sistem kot je severnokorejski BM-11. KRL 122 je bil prvotno izdelan iz podvozja tovornjaka Isuzu, kasnejši modeli pa so sestavljeni iz šasije tovornjaka Reo M35 in izstrelitvene ploščadi, ki izstreljuje originalne sovjetske rakete nter rakete Yarmuk lastne proizvodnje.

### Romunija
- APR-21 (aruncator de projectile reactive - raketomet): Romunski 21-cevni raketomet (3 vrste po 7 cevi), nameščen na šasijo tovornjaka Bucegi SR-114 4 x 4. Danes ni več v uporabi v Romuniji, nekaj sistemov pa so izvozili v Nigerijo. Maroko uporablja sistem nameščen na podvozje tovornjaka Kaiser M35.
- APR-40: Sprva so to oznako v Romuniji uporabljali za originalne sisteme BM-21 Grad v romunski vojski, ko pa je podjetje Aerostar SA razvilo nov, izboljšan model na podvozju tovornjaka DAC-665T 6x6, so ime prenesli nanj. Delno izboljšan model, imenovan APRA-40 ali 40 APRA 122 FMC je izdelan na šasiji DAC 15.215 DFAEG. Sistem po navadi spremlja oskrbovalni tovornjak MITC z dvigalom in prikolico RM13. Ta sistem uporabljajo tudi Botsvana, Bosna in Hercegovina, Kamerun, Hrvaška, Iran, Irak, Liberija in Nigerija.
  - LAROM ali LAROM 160: Ta posodobljena izpeljanka je bila izdelana v sodelovanju z Izraelom. Vozilo je izdelano na podvozju tovornjaka DAC 25.360 DFAEG, opremljen pa je z dvema izstrelitvenima ploščadma s po 20 122mm cevmi ali 13 160 mm cevmi.[2] LAROM 160 lahko izstreljuje enake rakete kot LAR Mk.IV, doseg teh izstrelkov pa je 45 km. Sistem je v romunske oborožene sile prišel leta 2002.[3]

### Južna Afrika
- Valkiri: Posodobljena različica, ki jo izdeluje južnoafriško podjetje Denel, opremljena z raketami kalibra 127 mm.
- Bateleur: Izboljšana in posodobljena različica modela Valkiri. Izdeluje jo podjetje Denel na podvozjih tovornjaka Samil 100.

### Turčija
- T-122 Sakarya: Turška izpeljanka, ki jo izdeluje turško podjetje MKEK, opremljena z najsodobnejšimi računalniškimi sistemi. Vlečno vozilo je nemški tovornjak 6x6 MAN 26.281. Operativni doseg raket je med 10 in 40 km (s turškimi raketami TR-122) ali 3 do 20 km (z raketami SR-122). T-122 je bil sprejet v uporabo leta 1996.

## Projektili
|                | Izvor       | Tip rakete                                          | Minimalni doseg (m) | Maksimalni doseg (m) | Dolžina (m) | Teža (kg) | Teža bojne glave (kg) |
| -------------- | ----------- | --------------------------------------------------- | ------------------- | -------------------- | ----------- | --------- | --------------------- |
| 9M22U (M-21OF) | ZSSR/Rusija | Razpršilna-visokoeksplozivna                        | 5.000               | 20.380               | 2,87        | 66,6      | 18,4                  |
| 9M28F          | ZSSR/Rusija | Razpršilna-visokoeksplozivna                        | 1.500               | 15.000               | 2,27        | 56,5      | 21,0                  |
| 9M28K          | ZSSR/Rusija | protitankovske mine                                 |                     | 13.400               | 3,04        | 57,7      | 22,8                  |
| 9M43           | ZSSR/Rusija | Dimna                                               |                     | 20.000               | 2,95        | 66        | 20,2                  |
| 9M217          | ZSSR/Rusija | protitankovsko podstrelivo                          |                     | 30.000               | 3,04        | 70        | 25                    |
| 9M218          | ZSSR/Rusija | visokoeksplozivno protitankovsko (HEAT) podstrelivo |                     | 30.000               | 3,04        | 70        | 25                    |
| 9M519          | ZSSR/Rusija | Glava za motenje radijskih frekvenc                 |                     | 18.500               | 3,04        | 66        | 18,4                  |
| 9M521          | ZSSR/Rusija | Razpršilna-visokoeksplozivna                        |                     | 40.000               | 2,87        | 66        | 21                    |
| 9M522          | ZSSR/Rusija | Razpršilna-visokoeksplozivna                        |                     | 37.500               | 3,04        | 70        | 25                    |
| PRC-60         | ZSSR/Rusija | Podvodna (za BM-21PD)                               | 300                 | 5.000                | 2,75        | 75,3      | 20                    |
| Tip 90A        | Kitajska    | Razpršilna-visokoeksplozivna                        | 12.700              | 32.700               | 2,75        |           | 18,3                  |
| M21-OF-FP      | Romunija    | Razpršilna-visokoeksplozivna                        | 5.000-6.000         | 20.400               | 2,87        | 65,4      | 6,35                  |
| M21-OF-S       | Romunija    | Razpršilna-visokoeksplozivna                        | 1.000               | 12.700               | 1,927       | 46,6      | 6,35                  |

Poleg teh obstajajo še zažigalne, kemične, osvetljevalne in rakete s protipehotnimi minami.

## Uporabniki
| - Abhazija - ? - Alžirija - 48 - Angola - 75 - Armenija - 50 - Azerbajdžan - 60 - Bangladeš - KRL 122 - Bosna in Hercegovina - 6 - Belorusija - 208 - Bolgarija - 144 - Burundi - 10 - Srednjeafriška republika - 5 - Kambodža - 8 - Kuba - 250 - Ciper - 4 - Kongo - 6 - Džibuti - Egipt - 60 - Etiopija - 10 - Finska - 24 pod imenom 122 RAKH 76. Vzeti iz uporabe. - Madžarska - 600 - Gruzija - 105 - Indija - 150+ - Iran - 64 - Irak - 55 - Kazahstan - 15 | - Libanon - 25 - Maroko - 36 - Mongolija – 130+ - Severna Makedonija - 12 - Mali - 2 - Maroko - Mozambik - 5 - Namibija - 4 - Nikaragva - 30 - Nigerija - 11 APR-21 in APR-40 - Pakistan - 40 - Peru - Poljska - 227 - Romunija - 152 APR-40 (24 posodobljenih na LAROM) - Rusija - 1,750 - Somalija- 74 - Šrilanka - Sirija - 250 - Tadžikistan - 10 (11 in 2000) - Tanzanija - 48 - Turkmenistan - 56 - Ukrajina - 600 - Jemen - 280 - Zambija - 50 |